# Jackie Slater
Jackie Ray Slater (Jackson, 27 maggio 1954) è un ex giocatore di football americano statunitense che ha giocato nel ruolo di offensive tackle per tutta la carriera con i Los Angeles Rams della National Football League (NFL). Al college ha giocato a football alla Jackson State University. È stato inserito nella Pro Football Hall of Fame nel 2001.

## Carriera professionistica
Slater disputò 259 partite tra il 1976 e il 1995, all'epoca un record per un giocatore della linea offensiva (superato da Bruce Matthews nella stagione 1999). Fu il primo giocatore a giocare 20 stagioni tutte con la stessa squadra, un'impresa eguagliata successivamente solo dall'ex cornerback dei Washington Redskins Darrell Green e poi superato dal placekicker dei Detroit Lions Jason Hanson. Similmente a Ed "Too Tall" Jones coi Dallas Cowboys, Slater fu unico nel suo ruolo di "ponte" tra diverse ere della franchigia: fu compagno di squadra di Merlin Olsen e Jack Youngblood all'inizio della carriera e di Jerome Bettis e Isaac Bruce a fine carriera.
Slater fu scelto nel corso del terzo giro (86º assoluto) del Draft NFL 1976. Anche se fu utilizzato principalmente come riserva e come membro degli special team nei primi tre anni, Slater divenne titolare nel 1979, anni in cui i Rams raggiunsero il Super Bowl XIV. Nel 1980 fu parte di una linea offensiva che concesse soli 29 sack e contribuì a piazzare i Rams al secondo posto della lega per yard totali conquistate con 6.006. Nel 1983 la linea offensiva dei Rams e Slater dimostrarono la loro versatilità concedendo il minimo della lega di 23 sack e permettendo al rookie Eric Dickerson di stabilire il primato per un debuttante con 1.808 yard corse.

## Palmarès
- (7) Pro Bowl (1983, 1985, 1986, 1987, 1988, 1989, 1990)
- (3) First-team All-Pro (1987, 1988, 1989)
- (2) Second-team All-Pro (1983, 1985)
- Numero 78 ritirato dai Los Angeles Rams
- Pro Football Hall of Fame